# Homo sapiens idaltu
Homo sapiens idaltu (człowiek współczesny starszy) – wymarły podgatunek wczesnego człowieka Homo sapiens. W jego szkieletach widać pewne nieznaczne różnice z człowiekiem współczesnym i został wyodrębniony jako osobny podgatunek. Jego występowanie datuje się na około 160 000 lat temu.
Kości odkopał w Herto Bouri nad środkowym biegiem rzeki Auasz Tim White, znany amerykański antropolog. Najlepiej zachowana czaszka osobnika BOU-VP-16/1 miała pojemność mózgoczaszki 1450 cm3. Obecnie średnia światowa wynosi 1375 cm3. Tim D. White, który wykopał te szczątki, uważa, że Homo sapiens idaltu stanowią ogniwo pośrednie pomiędzy archaicznymi afrykańskimi szczątkami a anatomicznie współczesnymi ludźmi. Według National Geographic odkrywca kości powiedział, że te znaleziska zatykają przerwę w archeologicznych zapisach i dają poparcie tezie, że neandertalczyk był bocznym odgałęzieniem ewolucji człowieka. Wcześniej nie udało się odnaleźć dobrze zachowanych kości z tego okresu. Szczątki Homo sapiens idaltu były zachowane pomiędzy warstwami wulkanicznego pyłu i zachowały się lepiej. Amerykańscy badacze nie wspominają o badaniu aDNA i próbie analizy genetycznej szczątków, a jedynie porównują kształt kości głowy, twarzy, szczęki czy nosa tych osobników. Autorzy piszą, że nawet u ludzi współczesnych występują duże różnice pomiędzy ukształtowaniem kości.